# Bourzanga (département)
Pour les articles homonymes, voir Bourzanga.
Pour le village chef-lieu, voir Bourzanga (Burkina Faso).
Bourzanga est un département et une commune rurale de la province du Bam, situé dans la région du Centre-Nord au Burkina Faso.
Lors du dernier recensement général de la population, le département comptait 47 751 habitants.

## Géographie

### Villages
Le département et la commune rurale de Bourzanga est administrativement composé de quarante villages, dont le village chef-lieu homonyme (population actualisées en 2006) :
- Abra (932 habitants)
- Alamanini (800 habitants)
- Alga (1 426 habitants)
- Alga-Fulbé (261 habitants)
- Bani (1 915 habitants)
- Bassé (2 134 habitants)
- Bassé-Fulbé (709 habitants)
- Bolkiba (373 habitants)
- Bondé (542 habitants)
- Bonga (551 habitants)
- Boulounga (2 316 habitants)
- Bourzanga (7 235 habitants), chef-lieu
- Diagadéré (297 habitants)
- Doundégué (381 habitants)
- Félenga (472 habitants)
- Felenga-Fulbé (495 habitants)
- Fétorané (381 habitants)
- Kiéka-Fulbé (1 115 habitants)
- Kourao (1 501 habitants)
- Maléoualé (888 habitants)
- Mawarida (229 habitants)
- Nafo (1 754 habitants)
- Namassa (245 habitants)
- Namsiguia (3 163 habitants)
- Napalgué (1 395 habitants)
- Nioumbila (1 965 habitants)
- Ouemtenga (348 habitants)
- Pissélé (1 064 habitants)
- Sam (2 239 habitants)
- Sam-Fulbé (434 habitants)
- Sanaré (724 habitants)
- Selnoré (1 732 habitants)
- Selnoré-Fulbé (91 habitants)
- Singtenga (901 habitants)
- Tabaongo (775 habitants)
- Tébéra (963 habitants)
- Zana (1 992 habitants)
- Zanamogo (644 habitants)
- Zomkalga (872 habitants)
- Zon (1 497 habitants)

## Histoire
Trois ethnies y sont majoritairement représentées : les Foulcés, les Mossis et les Peulhs ; mais on y trouve aussi des Rimaïbés, des Bellas, etc.

## Administration
| Période                                  | Période  | Identité | Étiquette | Qualité |
| ---------------------------------------- | -------- | -------- | --------- | ------- |
|                                          | en cours |          |           |         |
| Les données manquantes sont à compléter. |          |          |           |         |

## Santé et éducation
Le département accueille quatre centres de santé et de promotion sociale (CSPS) à Bourzanga, Namsiguia, Nafo et Barbouli tandis que le centre médical avec antenne chirurgicale (CMA) de la province se trouve à Kongoussi et que le centre hospitalier régional (CHR) est à Kaya.